# Champs Sports

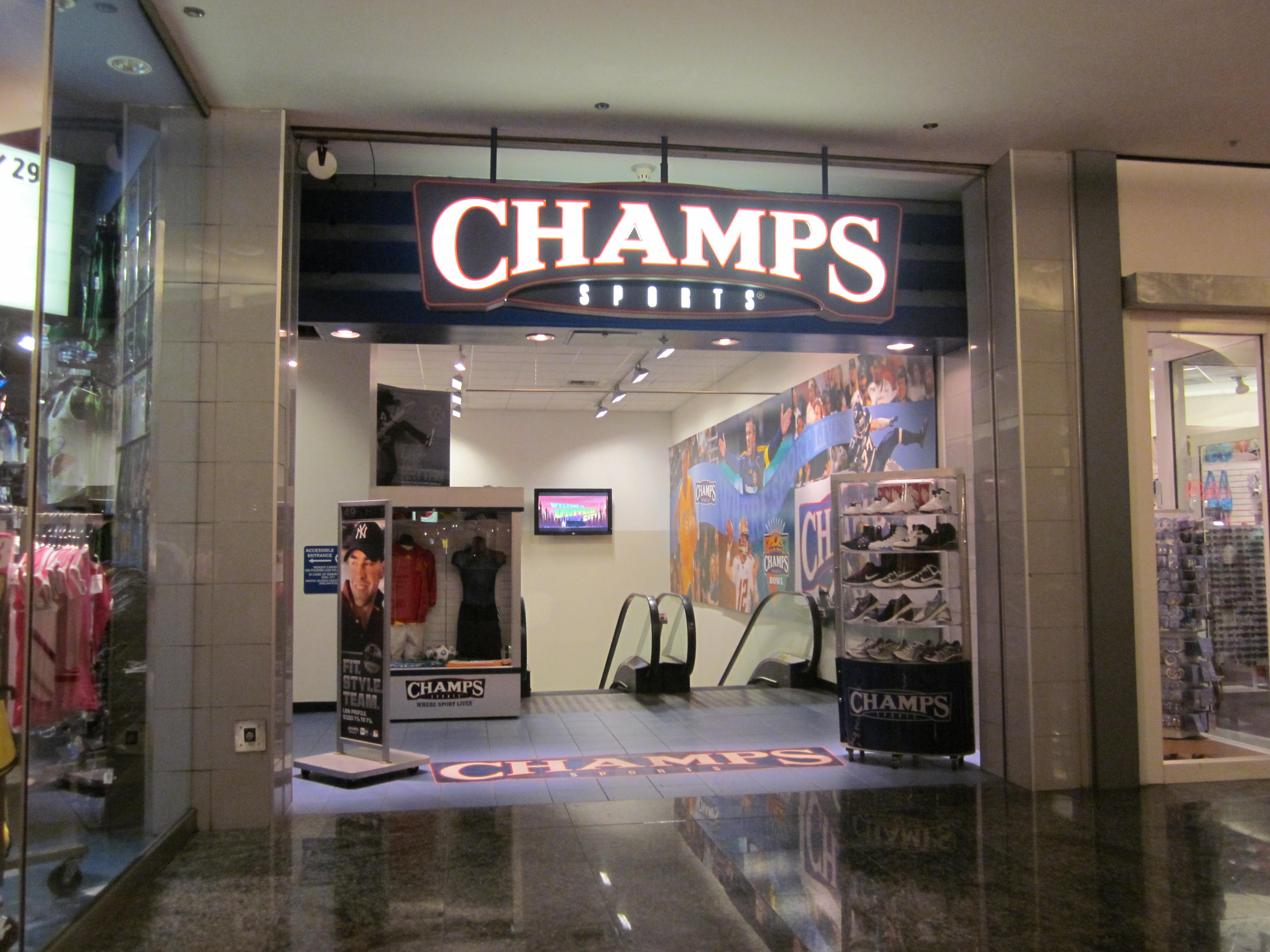

Champs Sports est une chaîne de distribution de vêtements de sport qui possède plus de 600 magasins ; c'est le deuxième plus grand détaillant d'accessoires de sport de l'enseigne Foot Locker. Champs Sports vend des vêtements, des chaussures et de l'équipement sportif. La marque a parrainé le match de football américain Champs Sports Bowl jusqu'en 2012. Le siège de l'entreprise est situé à Bradenton en Floride.